# Problema elástico
O problema elástico é o problema físico-matemático de encontrar os deslocamentos e as tensões em um sólido deformável elástico, partindo da forma original do sólido, das forças atuantes sobre o mesmo e dos deslocamentos impostos de alguns pontos da superfície do sólido. 
O problema elástico linear é um tipo particular de problema elástico em que tanto a equação constitutiva, como a relação entre deformações e deslocamentos é dada por equações lineares. Neste caso o problema geralmente pode ser reduzido a um problema misto de Dirichlet-Von Neumann sobre um domínio do espaço que coincide com a forma do corpo elástico antes da deformação.